# Рыбная промышленность в Туркменистане

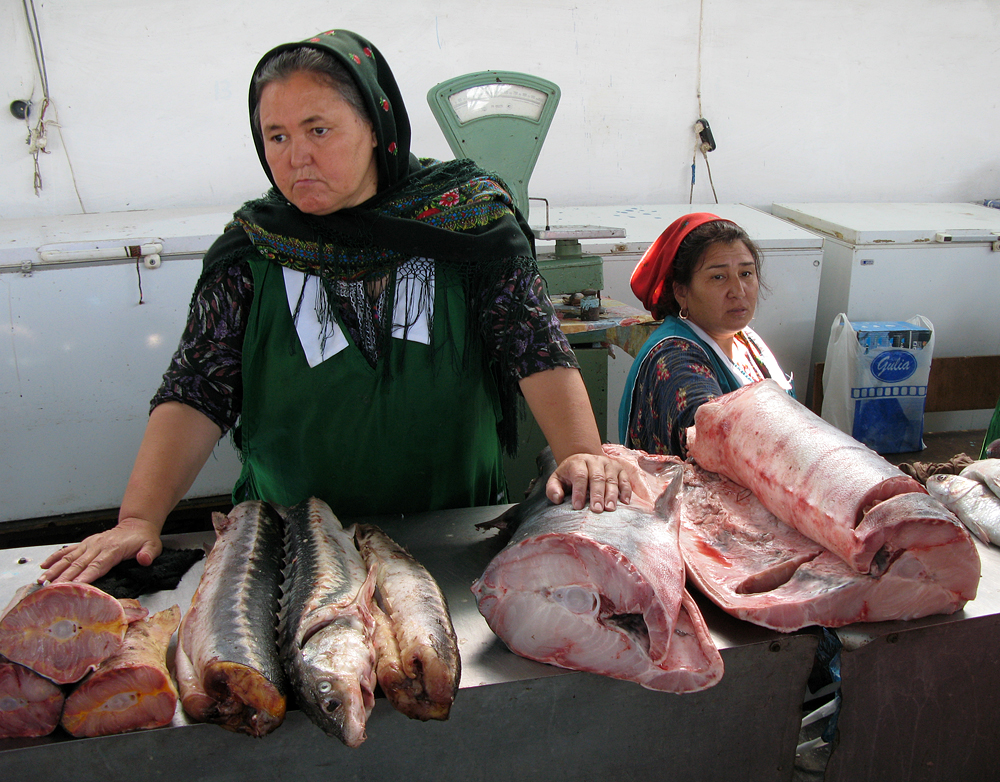
Осетровая рыба на рынке в Туркменбаши

Рыбная промышленность в Туркменистане на протяжении веков была источником доходов для экономики страны и снабжала её продовольствием, особенно на Каспийском море. 

## Обзор
Рыбные ресурсы Туркменистана в основном состоят из кильки.
Рыболовство начало развиваться в Туркменистане примерно в 1910 году, но в период с 1950 по 1990 год оно сократилось из-за запрета ловли осетровых в туркменских водах.
Ловля осуществляется государственной компанией Balkanbalyk, в составе которой в 1990-х годах было около 11 крупных судов, 12 средних, 10 транспортных, обслуживающих рыболовный флот, 4 буксира и 3 других.
С момента обретения независимости возможности судов также изменились. Рыба, однако, не широко потребляется по всему Туркменистану, и в основном потребители живут на побережье. Таким образом, общая занятость во всем секторе в 1996 году составила около 2200 человек.
Сегодня рыбная отрасль развивается быстрыми темпами благодаря технологической модернизации и схемам обновления и росту аквакультуры.
Под руководством президента Туркменистана[какого?] рыбопромысловые сооружения в стране были реконструированы и построены с использованием современной промышленной инфраструктуры, особенно вдоль 610-км береговой линии Каспийского моря в западной части Туркменистана (Балканский велаят).

## Защита
Годовые квоты ограничивают вылов осетровых, а в туркменских водах Каспийского моря промысел осетровых запрещен. Ограничения были введены в 1942 году, запрет — в 1946 году. Таким образом, ловля возможна в российских водах при оплате пошлины, а затем продукция отправляется в Туркменистан. Тем не менее, рыбная ловля разрешена в нескольких небольших озерах и реках страны, в частности в реках Амударья, Мургаб и Теджен.
Перспективы рыбной промышленности Туркменистана и Международной научной конференции по сотрудничеству сыграли свою роль в рыбной промышленности Туркменистана, особенно в таких экологических вопросах, как обеспечение сохранения наибольшей популяции осетровых в Каспийском море.
В 2008 году в Выставочном центре в столице Туркменистана Ашхабаде была открыта Международная выставка рыбной промышленности Туркменистана с целью объединения национальной промышленности и проблем на международном уровне.

## См.также
- Рыбное хозяйство
- Рыбохозяйственный комплекс России
- Рыбохозяйственный комплекс Ирана (см. Экономика Ирана)